# Bilozirka, Jovtnevîi
Bilozirka (în ucraineană Білозірка) este o comună în raionul Jovtnevîi, regiunea Mîkolaiiv, Ucraina, formată numai din satul de reședință.

## Demografie
Componența lingvistică a comunei Bilozirka
     Rusă (52,19%)
     Ucraineană (47,47%)
     Alte limbi (0,34%)
Conform recensământului din 2001, majoritatea populației comunei Bilozirka era vorbitoare de rusă (52,19%), existând în minoritate și vorbitori de ucraineană (47,47%).